# Jonathan Santana
Jonathan Santana Gehre  (Buenos Aires, 19 de octubre de 1981) es un exfutbolista Argentino nacionalizado Paraguayo. Jugaba de volante central y su último equipo fue el Club Sportivo Trinidense de la Primera División de Paraguay. Desde 2022 es gerente deportivo del mismo club.
Nacido en Argentina, Santana fue convocado para la selección de Paraguay, ya que su familia es oriunda de ese país.

## Biografía
Jonathan posee ascendencia paraguaya por parte materna, su madre es María Ghere Meza, los familiares de parte de su madre, son oriundos de la ciudad de San Ignacio, Departamento de Misiones, Paraguay. Por ende, creció en medio de costumbres paraguayas: la comida, el idioma guaraní, etc.

## Trayectoria
Santana se inició en las infantiles  de San Telmo de la calle Cochabamba para luego incorporarse a las divisiones inferiores del mismo club. Con la entidad del barrio de San Telmo debutó en la tercera división el 13 de marzo de 1999 frente a Talleres RE con victoria  2-1 en la Isla Maciel, ingresando por Castellano Villalba a los 45 ST.
Luego pasó por varios equipos de la Primera División de Argentina: Almagro, San Lorenzo (en tres etapas), Nueva Chicago y River Plate. 
En 2002, cuando jugaba en Nueva Chicago, Santana recibió tres impactos de bala calibre 22 disparados por dos desconocidos mientras conducía su automóvil. Sin embargo, logró recuperarse y fue fundamental en la permanencia del torito en Primera División.
En agosto de 2006, luego de concluir una buena campaña en lo individual con River en la Copa Libertadores de América, Santana fue transferido al VfL Wolfsburgo de la Bundesliga.
En enero del 2009, Jonathan llegó a préstamo por la suma de US$ 300 mil dólares a San Lorenzo de Almagro de Argentina. El vínculo fue por 6 meses y con opción de compra. Tras un nuevo pero muy breve paso por el equipo alemán, tras el Mundial de Sudáfrica, en el que jugó para su selección, en julio de 2010 fue transferido al Kayserispor de Turquía.
En enero del 2012 se incorpora al club Club Libertad de Paraguay bajo la dirección técnica del argentino Jorge Burruchaga, ganándose el cariño de la afición por su gran humildad y carisma.
En julio de 2012, tras recibir ofertas de varios clubes, ficha por el Club Atlético Independiente de Avellaneda, equipo del cual él es hincha, junto a su compañero de Selección Claudio Morel Rodríguez.
Marcó su primer gol en el club de Avellaneda frente a Boca Juniors en el partido de ida correspondiente a la segunda fase de la Copa Sudamericana 2012, el partido terminó igualado 3-3 y Johnny marco el 1-1 transitorio.
Ya recuperado de aquella lesión en La Bombonera, Johnny tuvo su regreso al 11 inicial por la fecha 9 del Campeonato de Primera División contra Unión de Santa Fe, el cual pese a que el Rojo ganó 2-1 (cortando así una racha de 15 partidos sin victorias por el Torneo Local), para Santana fue un retroceso debido a que tuvo que salir lesionado a los 18 del PT debido a un fuerte dolor en su empeine de su pierna derecha, su reemplazante fue Fabián Vargas quien fue clave para la victoria de Independiente dándole una deliciosa asistencia al "Tecla" Farías.
En julio de 2013, Belgrano confió en el jugador pese a que no se recuperó íntegramente de una lesión y lo incorpora a sus filas. Jugó varios partidos en el Torneo de Reservas y dos por el Inicial 2013, ingresando desde del banco de sustitutos.
En enero del 2014 llega a un acuerdo con Cerro Porteño y arregla por un año.
En agosto del 2016 llega a Sarmiento de Junín. En 2017 llega al Club Nacional de Paraguay y Luego para el Clausura del 2018 se incorpora al Club Sportivo Luqueño hasta el año 2019. Más tarde, se incorpora a Sportivo Trinidense periodo 2020-2021 donde se retira.

## Selección nacional
Su nombre ya se venía pronunciando en esferas de la Asociación Paraguaya de Fútbol desde antes del Mundial de Alemania 2006. Lo llamaron una vez, pero nunca más se volvieron a comunicar con él, sino hasta semanas antes de la Copa América 2007, cuando lo convocaron. Fue así como vistió por primera vez la camiseta albirroja, de la que se siente orgulloso por defender, como él mismo lo cuenta a continuación:

De mi nacionalización se venía hablando desde mucho antes de la Copa América, incluso ya había interés en mi nombre antes del Mundial del 2006 en Alemania. En Paraguay me ofrecieron la oportunidad de jugar con la selección y yo acepté muy contento, anotando mi primer gol en el segundo partido jugando como titular.

Al ser consultado sobre si se siente paraguayo, Santana respondió:
"Yo tengo o vengo de lo que es la cultura de parte de mi mamá que son todos paraguayos, yo conocía, pero no he estado en Paraguay y son gente muy calurosa, de mucho afecto, me hacen sentir bien, pero sentirme en sí paraguayo, creo que sería mentira si te digo que sí"

### Participaciones en Copas del Mundo
| Mundial                        | Sede      | Resultado        | Partidos |
| ------------------------------ | --------- | ---------------- | -------- |
| Copa Mundial de Fútbol de 2010 | Sudáfrica | Cuartos de final | 2        |

### Goles en la Selección
| Resultados | Resultados | Resultados | Resultados | Lugar    | Estadio                     | Fecha                 | Tipo     | Gol(es) |
| ---------- | ---------- | ---------- | ---------- | -------- | --------------------------- | --------------------- | -------- | ------- |
| Paraguay   | 1          | 0          | Panamá     | Asunción | Estadio General Pablo Rojas | 29 de febrero de 2012 | Amistoso | Anotado |

## Clubes
| Club                     | País      | Año       | Goles |
| ------------------------ | --------- | --------- | ----- |
| San Lorenzo              | Argentina | 1996-98   | 0     |
| San Telmo                | Argentina | 1999-2001 | 4     |
| San Lorenzo              | Argentina | 2001-2004 | 10    |
| Nueva Chicago            | Argentina | 2005      | 10    |
| River Plate              | Argentina | 2006      | 8     |
| Wolfsburgo               | Alemania  | 2006-2010 | 10    |
| Kayserispor              | Turquía   | 2010-2011 | 0     |
| Libertad                 | Paraguay  | 2011-2012 | 14    |
| Independiente            | Argentina | 2012-2013 | 9     |
| Belgrano                 | Argentina | 2013      | 6     |
| Cerro Porteño            | Paraguay  | 2014-2016 | 14    |
| Sarmiento de Junín       | Argentina | 2016      | 7     |
| Nacional                 | Paraguay  | 2017-2018 | 0     |
| Club Sportivo Luqueño    | Paraguay  | 2018-2019 |       |
| Club Sportivo Trinidense | Paraguay  | 2020      |       |

### Goles en la Copa Libertadores
| Resultados    | Resultados | Resultados | Resultados        | Lugar        | Estadio                          | Fecha                 | Temporada | Gol(es) |
| ------------- | ---------- | ---------- | ----------------- | ------------ | -------------------------------- | --------------------- | --------- | ------- |
| River Plate   | 6          | 0          | Oriente Petrolero | Buenos Aires | Estadio Antonio Vespucio Liberti | 26 de enero de 2006   | 2006      | Anotado |
| River Plate   | 4          | 3          | El Nacional       | Buenos Aires | Estadio Antonio Vespucio Liberti | 8 de marzo de 2006    | 2006      | Anotado |
| River Plate   | 4          | 1          | Paulista          | Buenos Aires | Estadio Antonio Vespucio Liberti | 16 de marzo de 2006   | 2006      | Anotado |
| River Plate   | 3          | 2          | Corinthians       | Buenos Aires | Estadio Antonio Vespucio Liberti | 26 de abril de 2006   | 2006      | Anotado |
| Cerro Porteño | 2          | 1          | Cobresal          | Asunción     | Estadio Defensores del Chaco     | 25 de febrero de 2016 | 2016      | Anotado |

Para un total de 5 goles.

### Goles en la Copa Sudamericana
| Resultados    | Resultados | Resultados | Resultados           | Lugar          | Estadio                          | Fecha                    | Temporada | Gol(es) |
| ------------- | ---------- | ---------- | -------------------- | -------------- | -------------------------------- | ------------------------ | --------- | ------- |
| San Lorenzo   | 2          | 1          | Deportivo Italchacao | Caracas        | Estadio Brígido Iriarte          | 14 de agosto de 2003     | 2003      | Anotado |
| River Plate   | 1          | 1          | Corinthians          | Buenos Aires   | Estadio Antonio Vespucio Liberti | 28 de septiembre de 2005 | 2005      | Anotado |
| Independiente | 3          | 3          | Boca Juniors         | Buenos Aires   | Estadio Alberto J. Armando       | 22 de agosto de 2012     | 2012      | Anotado |
| Independiente | 1          | 2          | Universidad Católica | Santiago       | Estadio San Carlos de Apoquindo  | 8 de noviembre de 2012   | 2012      | Anotado |
| Nacional      | 1          | 2          | Cruzeiro             | Belo Horizonte | Estadio Mineirão                 | 4 de abril de 2017       | 2017      | Anotado |

Para un total de 5 goles.

## Palmarés

### Campeonatos nacionales
| Título          | Club          | País     | Año  |
| --------------- | ------------- | -------- | ---- |
| Bundesliga      | Wolfsburgo    | Alemania | 2009 |
| Torneo Apertura | Cerro Porteño | Paraguay | 2015 |

### Copas internacionales
| Título        | Club        | País      | Año  |
| ------------- | ----------- | --------- | ---- |
| Copa Mercosur | San Lorenzo | Argentina | 2001 |

### Distinciones individuales
| Distinción             | Otorgada por                             | Año  |
| ---------------------- | ---------------------------------------- | ---- |
| Condecoración Especial | Presidencia de la República del Paraguay | 2010 |